# Skip Bifferty
Skip Bifferty fue una banda de rock psicodélico originaria de Newcastle formada en 1967 a pesar de que estuvieron trabajando previamente desde el año 1962. En 1965, la banda perdió a su bajista y a su guitarrista solista, y el organista Mick Gallagher mantuvo al grupo vivo reuniendo a Colin Gibson y a John Turnbull respectivamente. Skip Bifferty publicó un álbum creativo con el mismo nombre en 1968. Ese mismo año se disolvieron. 

## Discografía
- Skip Bifferty (álbum) - 1968